# ائتلاف قادرون
ائتلاف قادرون هو تحالف سياسي وانتخابي تونسي تأسس في 17 مارس 2019 ويجمع عدة أحزاب سياسية وشخصيات سياسية ومستقلة.

في 20 يونيو 2019، انضم ائتلاف قادرون إلى الائتلاف السياسي والانتخابي الاتحاد الديمقراطي الاجتماعي.

## الأهداف
يهدف ائتلاف قادرون إلى تجميع القوى الوطنية والديمقراطية من أجل تجديد الحياة السياسية والخروج من الجمود الذي تعرفه هاته الساحة.

## الأعضاء
يضم التحالف الأحزاب التالية:
- الحركة الديمقراطية
- حزب المستقبل
- المسار الديمقراطي الاجتماعي
- الحزب الجمهوري

شخصيات:
- محمود بن رمضان (وزير سابق)
- أحمد نجيب الشابي (رئيس الحركة الديمقراطية)
- الطاهر بن حسين (رئيس حزب المستقبل)
- مصطفى كمال النابلي (محافظ البنك المركزي سابقا)
- سنية مبارك (وزيرة سابقة)